# 乔治·塔皮
乔治·塔皮（法語：Georges Tapie，1910年2月19日—1964年1月2日），法国男子赛艇运动员。他曾代表法国参加1936年夏季奥林匹克运动会赛艇比赛，获得男子双人单桨有舵手铜牌。